# 卡爾一世 (黑森-菲利普斯塔爾)
卡爾一世（德語：Karl I.，1682年9月23日—1770年5月8日），黑森-菲利普斯塔爾伯爵，1721年至1770年在位。

## 家庭
1725年，卡爾一世與薩克森-艾森納赫公爵約翰·威廉的女兒卡羅琳·克莉絲汀（Karoline Christine）結婚，兩人共有2子3女：
1. 威廉（1726年—1810年）
2. 卡羅琳·阿瑪莉埃（1728年—1746年），早逝
3. 腓特烈（1729年—1751年）
4. 夏洛特·阿瑪莉埃（1730年—1801年）
5. 菲律賓（1731年—1761年）